# 挪威地理
挪威位于欧洲北部斯堪的纳维亚半岛，西面与北面临大西洋，东北面滨临俄罗斯（陆上边界长196公里）、芬兰（陆上边界长729公里），东面与瑞典（陆上边界长1619公里）接壤，南面与丹麦隔海相望。

## 地貌
挪威本土面积324,220 km²，其，

## 气候
由于北大西洋暖流影响，挪威温度比同纬度其他地区要高，其多数港口为不冻港、挪威年平均降雨量约1000毫米。

## 自然资源
自然资源主要有石油、天然气、镍矿、锌矿、铅矿等。